# Francisco de Sá de Miranda
Francisco de Sá de Miranda (ur. 28 sierpnia 1481, zm. 17 maja 1558) – portugalski poeta i humanista renesansowy.
Jego zasługą jest wprowadzenie do portugalskiej literatury gatunków poetyckich renesansu włoskiego, takich jak sonet, ekloga, list poetycki. W ten sposób poeta przygotował grunt pod późniejsze wystąpienie Luisa de Camõesa. Rolę poety można porównać do tej, jaką w Anglii odegrali Thomas Wyatt i Henry Howard. Najbardziej znanym utworem Francisca de Sá de Mirandy jest sonet O sol é grande, caem co’a calma as aves, przedrukowywany we wszystkich antologiach poezji portugalskiej i zamieszczany na licznych stronach internetowych. Utwór ten przełożył na język polski Julian Adolf Święcicki. Był też autorem komedii prozą (Os estrangeiros, 1528) wzorowanych na dziełach Plauta i Terencjusza.
Janina Klave, autorka Historii literatury portugalskiej, nie uważa sonetów Francisca de Sá de Miranda za dzieła wybitne pod względem artystycznym, ale podkreśla ich ideowe nowatorstwo. Stwierdza, że poeta wypowiada pogląd, iż twórczość literacka jest ważniejsza od zdobyczy militarnych.